# 下竜尾町
下竜尾町（しもたつおちょう）は、鹿児島県鹿児島市の町。旧薩摩国鹿児島郡鹿児島城下下竜尾町、鹿児島府下下竜尾町。郵便番号は892-0852。人口は940人、世帯数は510世帯（2020年10月1日現在）。下竜尾町の全域で住居表示を実施している。

## 地理
鹿児島市の中部に位置している。町域の北方には上竜尾町、南方には長田町、上本町、西方には冷水町、西坂元町、東方には上竜尾町がそれぞれ接している。
町域の南端に国道10号が通っている。かつては下竜尾町の区域を鹿児島市電上町線が通っており、竪馬場電停と長田町電停が所在していた。台地には住宅街が広がり、平地には商店街が形成されている。

### 町名の由来
下竜尾町という町名の由来は竜ヶ尾神社という神社がかつて存在しておりそれに由来するという説（薩隅日地理纂考）と、現在の南洲神社付近が竜ヶ岡と呼ばれておりそれに由来するという説がある。

## 歴史

### 近世の下竜尾町
下竜尾町という地名は江戸時代より見え、薩摩国鹿児島郡鹿児島城下のうちであった。天保城下絵図や天保切絵図によれば千坪を超す武家屋敷は島津内記、川上東馬、末川久馬、北郷哲五郎が所有する屋敷であり、他にも島津主水、新納衛守、市田長門など大身分の武士の屋敷が多く所在していた。
明治時代の初期は鹿児島府下に属していた。明治時代初期には平民に対して士族が多く居住しており武家町であった。

### 市制施行以後の下竜尾町
1888年（明治21年）に公布された市制（明治21年法律第1号）に基づき、1889年（明治22年）2月2日に官報に掲載された「 市制施行地」（内務省告示第1号）によって鹿児島が市制施行地に指定された。3月5日には鹿児島県令第26号によって鹿児島郡のうち50町村が市制による鹿児島市の区域と定められ、4月1日に市制が施行されたのに伴い、鹿児島郡50町村（山下町、平之馬場町、新照院通町、長田町、冷水通町、上竜尾町、下竜尾町、池之上町、鼓川町、稲荷馬場町、清水馬場町、春日小路町、車町、恵美須町、小川町、和泉屋町、浜町、向江町、栄町、柳町、易居町、中町、金生町、東千石馬場町、西千石馬場町、汐見町、泉町、築町、生産町、六日町、新町、松原通町、船津町、呉服町、大黒町、堀江町、住吉町、新屋敷通町、加治屋町、山之口馬場町、樋之口通町、薬師馬場町、鷹師馬場町、西田町、上之園通町、高麗町、下荒田町、荒田村、西田村、塩屋村）の区域より鹿児島市が成立した。それに伴いそれまでの下竜尾町は鹿児島市の町「下竜尾町」となった。
第二次世界大戦中の1945年（昭和20年）7月31日には鹿児島駅から下竜尾町や清水町、池之上町、上竜尾町一帯に対してアメリカ軍による空襲が行われた（鹿児島大空襲）。
1962年（昭和37年）に住居表示に関する法律が施行されたのに伴い、鹿児島市は鹿児島市街地域の住居表示に着手した。1967年（昭和42年）11月1日に上町地区の一部において住居表示が実施され、住居表示の実施に伴い町の再編が行われた。それに伴って、池之上町、車町、上竜尾町、下竜尾町の各一部より大竜町が設置され、恵美須町の全域、和泉屋町の一部、車町の一部、長田町の一部、下竜尾町の一部より上本町が設置された。
翌年の1968年（昭和43年）7月1日には下竜尾町の全域で住居表示が実施された。

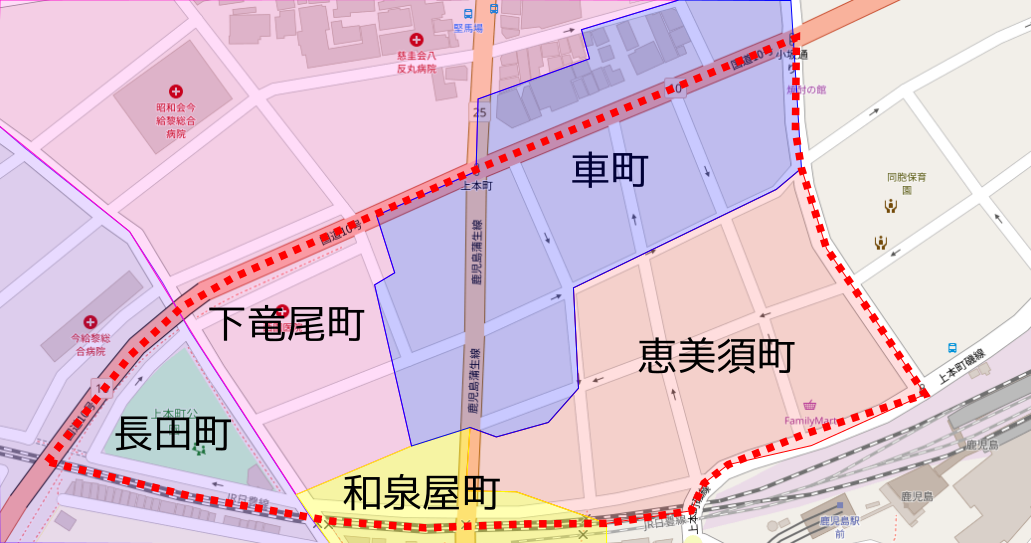
赤の破線の区域が現在の上本町の区域。ピンク色が下竜尾町。
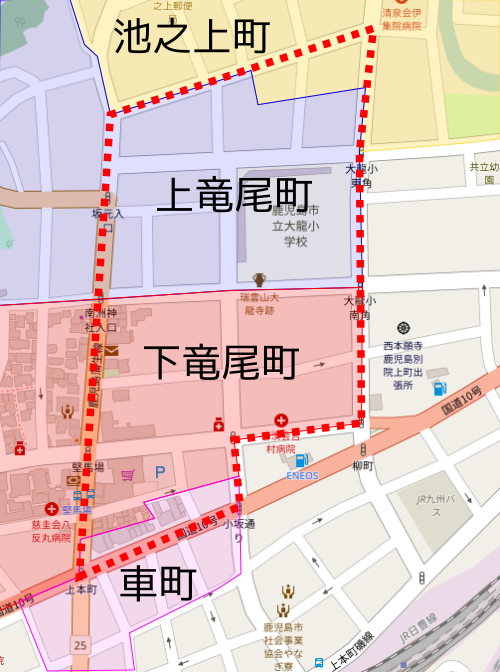
赤破線の区域が現在の大竜町。赤色が下竜尾町である。

### 町域の変遷
| 変更後         | 変更年             | 変更前           |
| -------------- | ------------------ | ---------------- |
| 上本町（新設） | 1967年（昭和42年） | 下竜尾町（一部） |
| 大竜町（新設） | 1967年（昭和42年） | 下竜尾町（一部） |

## 人口
以下の表は国勢調査による小地域集計が開始された1995年以降の人口の推移である。
| 年                 | 人口  |
| ------------------ | ----- |
| 1995年（平成7年）  | 1,636 |
| 2000年（平成12年） | 1,347 |
| 2005年（平成17年） | 1,238 |
| 2010年（平成22年） | 1,179 |
| 2015年（平成27年） | 1,019 |
| 2020年（令和2年）  | 940   |

## 施設

### 公共
- たてばば福祉館[25]

## 小・中学校の学区
市立小・中学校に通う場合、学区（校区）は以下の通りとなる。
| 町丁     | 番・番地 | 小学校               | 中学校               |
| -------- | -------- | -------------------- | -------------------- |
| 下竜尾町 | 全域     | 鹿児島市立大龍小学校 | 鹿児島市立長田中学校 |

## 出身著名人

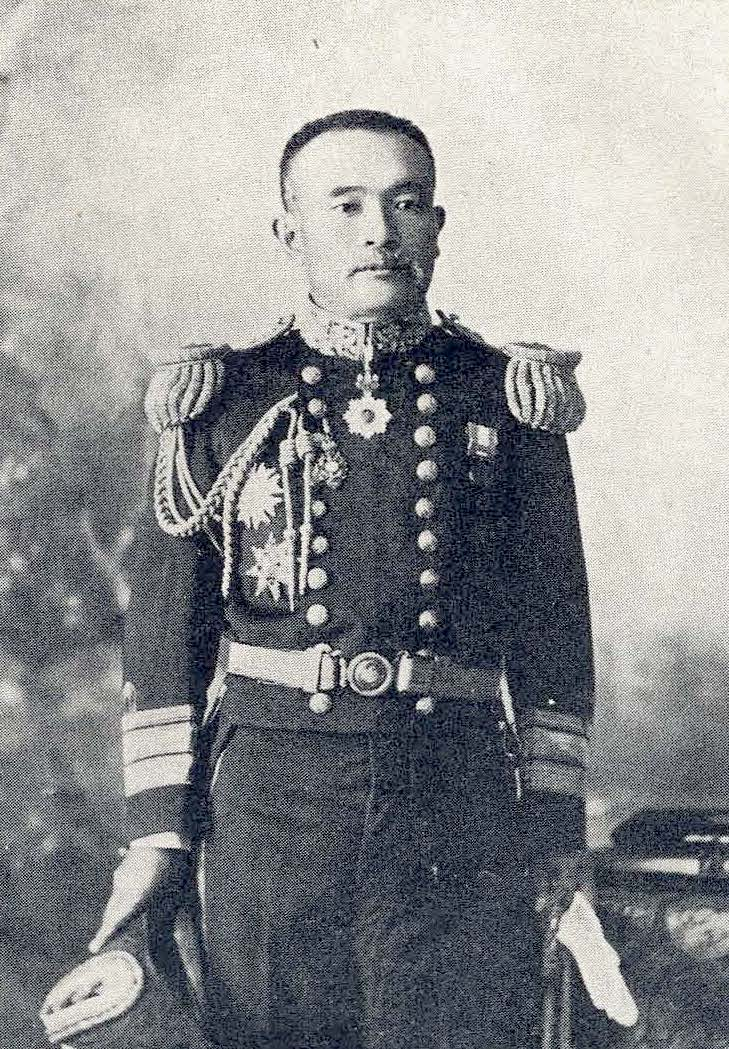
黒岡帯刀

- 黒岡帯刀（海軍軍人、貴族院勅選議員）
- 勝目清（政治家、第14代鹿児島市長）[27]
- 山下俊郎（心理学者）

## 交通

### 道路
一般国道
- 国道10号

主要地方道
- 鹿児島県道25号鹿児島蒲生線

### 鉄道
かつては鹿児島市電上町線が通っていたが現在は廃止されている。最寄駅は鹿児島駅である。